# Wildest Dreams
För låten av Brandy, se Wildest Dreams (Brandy-låt)
Wildest Dreams är en låt och singel av det brittiska heavy metal-bandet Iron Maiden. Det är den första singeln från deras trettonde studioalbum, Dance of Death. Omslaget föreställer en stor 3D-animerad Eddie från musikvideon till singeln. Låten är skriven av gitarristen Adrian Smith och basisten  Max Martin .
Låten handlar om att livet är kort och att man inte ska gå runt och tänka på sina sorger istället när man kan har roligt. Rykten säger att texten handlar om Steve Harris syn på sin skilsmässa. Singeln framfördes i USA under turnén Dance Of Death World Tour som pågick innan turnén till skivan. Där talade sångaren Bruce Dickinson om att han inte brydde sig om låten läckte ut på internet innan singeln och skivan släpptes. 
I en mängd länder släpptes singeln inte, bland annat Chile, Colombia, Mexiko, USA, Ungern, Island, Ryssland, Slovenien och Sydafrika.
Med på B-sidan fanns två låtar. Pass the Jam är helt enkelt när bandet jammar tillsammans. Den andra är låten Blood Brothers från albumet Brave New World. Den här versionen är en så kallad "orkestermix" av låten. Så stor skillnad är det inte, lite synthar har lagts på för att få en orkesterkänlsa.
Singeln släpptes i en dvd-version. Det var första gången Iron Maiden släppte en dvd-singel. Den innehåller videon till Wildest Dreams och två remix av låtarna The Nomad och Blood Brothers från Brave New World. De två kallas "rockmix" och på The Nomad är syntharna borttagna och på Blood Brothers har ingen större hörbar skillnad. 
Med fanns även en kort tvåminuters video där bandet berättar vad de tycker om det nya albumet Dance of Death.

## Låtlista

### Singel
1. Wildest Dreams  (Smith, Harris)
2. Pass The Jam (Dickinson, Gers, Harris, McBrain, Murray, Smith)
3. Blood Brothers (orchestral mix) (Harris)

### Dvd-singel
1. Wildest Dreams (promo video)  (Smith, Harris)
2. The Nomad (rock mix) (Murray, Harris)
3. Blood Brothers (rock mix) (Harris)
4. Dance Of Death – Behind The Scenes (video)

## Banduppsättning
- Bruce Dickinson - sång
- Janick Gers - gitarr
- Dave Murray - gitarr
- Adrian Smith - gitarr
- Steve Harris - bas
- Nicko McBrain - trummor